# Institute for Human Rights and Development in Africa
Das Institute for Human Rights and Development in Africa (IHRDA) ist eine afrikanische Nichtregierungsorganisation im Bereich der Menschenrechte. Die Organisation hat ihren Sitz in Brusubi, in der Nähe der gambischen Hauptstadt Banjul.

## Geschichte und Ziele
IHRDA wurde 1998 in Banjul (Gambia) von den Menschenrechtsanwälten Julia Harrington und Alpha Fall gegründet, die zuvor für die Afrikanische Kommission der Menschenrechte und der Rechte der Völker (ACHPR) gearbeitet hatten.
Ziele der Organisation sind vor allem die Gewährung von kostenlosem Rechtsbeistand für Betroffene von Menschenrechtsverletzungen, die von IHRDA vor nationalen und internationalen Gerichten vertreten werden können. Daneben leistet die Organisation Unterstützung von Menschenrechtsinitiativen und Bildungsarbeit.
2012 erhielt IHRDA eine Auszeichnung von der Afrikanischen Kommission der Menschenrechte und der Rechte der Völker (ACHPR) für ihren Einsatz für die Menschenrechte.

## Leitung und Mitarbeiter
IHRDA verfügt über ein Board of Directors, dem die grundsätzliche Entwicklung und Strategieausrichtung obliegt. Das Board wird von einem/einer Vorsitzenden geleitet:
- 2005 bis März 2012: Amie Bensouda[4]
- März 2012 bis Oktober 2017: Janet Sallah-Njie[4][5][6]
- seit Oktober 2017: Naceesay Salla-Wadda[5][6]

Daneben hat IHRDA einen Executive Director:
- 1998 bis 2003: Julia Harrington[7]
- 2003 bis 2006: Alpha Fall[8]
- November 2006 bis Juni 2012: Sheila B. Keetharuth[9]
- Juli 2012 bis Februar 2015: Aristide Nononsi[10][11]
- Februar 2015 bis Oktober 2015 (interim): Katherine Mulhern[12]
- seit Oktober 2015: Gaye Sowe[13]

Außerdem war Fatou Jagne von 1999 bis 2001 Programme Officer bei (IHRDA) in Banjul (Gambia).